# Витфилд Дифи
Бејли Витфилд Дифи (енгл. Bailey Whitfield Diffie; Вашингтон, 5. јун 1944) је амерички научник из области криптографије који је 2015. године, заједно са Мартином Хелманом, добио Тјурингову награду.